# إيك كورتيس
إيك كورتيس (بالإنجليزية: Eck Curtis)‏ هو لاعب كرة قدم أمريكية أمريكي، ولد في 8 أغسطس 1902، وتوفي في 28 يونيو 1978.